# Polycyrtus suturalis
Polycyrtus suturalis là một loài tò vò trong họ Ichneumonidae.